# Nicolás Tagliafico
Pour les articles homonymes, voir Tagliafico.
Nicolás Tagliafico, né le 31 août 1992 à Rafael Calzada dans la province de Buenos Aires en Argentine, est un footballeur international argentin qui joue au poste de défenseur à l'Olympique lyonnais.
Il fait partie du Club des Cent.
Il participe notamment à la Coupe du monde 2018 en Russie avec la sélection argentine.
Le 18 décembre 2022, il remporte la Coupe du monde. Il devient le troisième joueur après Edmílson en 2002 et Nabil Fekir en 2018 à être champion du monde sous les couleurs de l'Olympique lyonnais.
De plus, il est le deuxième joueur de l'effectif lyonnais actuel à être champion du monde après Corentin Tolisso en 2018.

## Biographie

### En club
Avant de faire ses débuts à Banfield, il joue en amateur au sein du Club Calzada, le club du quartier dont il est originaire. Il fait partie des grands joueurs passés par ce petit club avec Héctor Enrique (champion du monde 1986) et Fernando Redondo.

#### Débuts à Banfield et prêt à Murcie
Tagliafico joue dans toutes les équipes de jeunes du CA Banfield. Il intègre le groupe professionnel en 2010 et fait ses débuts contre Tigre lors de la cinquième journée du tournoi de clôture 2011 (victoire 2-1).
Lors de la dernière journée du tournoi de clôture 2012 Banfield est relégué en deuxième division. En août 2012, Tagliafico est prêté pour un an sans option d'achat au Real Murcia, en deuxième division espagnole, malgré l'intérêt d'Independiente, de River Plate et du Racing Club.
Il retourne en 2013 à Banfield et parvient à faire remonter l'équipe en première division en étant un joueur clé de l'équipe de Matías Almeyda.

#### CA Independiente
Tagliafico rejoint Independiente, un des plus grands clubs argentins, le 10 février 2015 et s'engage pour quatre saisons avec le club d'Avellaneda. Il débute face au Newell's Old Boys avec une victoire 3-2.
Grâce à ses bonnes performances, il est nommé capitaine à seulement vingt-quatre ans, après le départ de Víctor Cuesta. En octobre 2017, lors d'un match contre Vélez Sarsfield, Tagliafico a dispute son centième match pour Independiente.
Il remporte la Copa Sudamericana en 2017 avec le CA Independiente, en battant le club brésilien de Flamengo en finale au stade Maracanã.

#### Ajax Amsterdam
En janvier 2018, le capitaine de l'Independiente est acheté par l'équipe néerlandaise de l'Ajax Amsterdam, pour un montant de 4,5 millions d'euros. Il joue son premier match pour l'Ajax le 21 janvier 2018, lors d'une rencontre de championnat face au Feyenoord Rotterdam. Il est titularisé et son équipe s'impose par deux buts à zéro. Dès son arrivée il devient un joueur important pour l'entraîneur Erik ten Hag.
Le 19 septembre 2018, il inscrit ses deux premiers buts en Ligue des Champions face a l'AEK Athènes (victoire 3-0 de l'Ajax). En novembre 2018, il est élu joueur du mois. La saison se conclut par le doublé en coupe-championnat,. En Ligue des Champions, l'Ajax réalise un super parcours et s'incline en demi-finale sur la dernière action du match face à Tottenham . Grâce à ses bonnes performances, il suscite l'interêt du Real Madrid et de l'Atlético Madrid,. Le joueur et le club se mettent cependant d'accord pour continuer ensemble la saison suivante.
En décembre 2020, le contrat de Tagliafico avec l'Ajax Amsterdam est prolongé d'un an, sa clôture est désormais fixée en juin 2023.

#### Olympique lyonnais
À la suite du départ d'Emerson Palmieri, l'Olympique lyonnais cherche un nouvel arrière gauche. Après avoir échoué à recruter Tyrell Malacia, le club cible Tagliafico. Le 23 juillet 2022, l'Argentin rejoint l'Olympique lyonnais pour un contrat de trois saisons. Le coût du transfert s'élève à 4,2 millions d'euros,. Il marque son premier but avec le club le 19 août 2022, face à l’ES Troyes AC lors d’une victoire 4-1 de son équipe.
Auteurs de bonnes performances dans les mois suivant son arrivée, il connaît ensuite une baisse de niveau et de régularité après la victoire en Coupe du monde. En mars 2024, il évoque une démotivation liée aux mauvais résultats du club lyonnais, un changement de projet important et les changements successifs d'entraîneurs,.
En fin de contrat le 30 juin 2025 à l'issue de sa troisième saison au club, Tagliafico part pour Amsterdam où il possède un logement avant de signer un mois plus tard un nouveau contrat avec le club français, cette fois de deux saisons.

### En équipe nationale
Avec les moins de 20 ans, il participe à la Coupe du monde des moins de 20 ans en 2011. Lors du mondial junior organisé en Colombie, il joue cinq matchs. L'Argentine s'incline en quart de finale face au Portugal, après une séance de tirs au but.

#### Débuts en sélection
Il joue son premier match en équipe d'Argentine le 9 juin 2017, en amical contre le Brésil (victoire 0-1). Il s'impose rapidement dans l'équipe, devenant le titulaire quasi-indiscutable au poste de latéral gauche, faisant seulement face à la concurrence de Marcos Acuña.
Tagliafico est retenu par Jorge Sampaoli dans la liste des 23 argentins pour participer à la Coupe du monde 2018 en Russie. Sa sélection termine seconde de son groupe derrière la Croatie, puis se fait éliminer en huitième de finale contre la France. Tagliafico est titulaire à chaque match.

#### Joueur incontournable
Après l'échec de la Coupe du monde 2018 et le départ de Jorge Sampaoli, Tagliafico garde un rôle important en sélection après l'arrivée de Lionel Scaloni comme nouveau sélectionneur et le renouvellement de l'équipe. En l'absence de Lionel Messi, il est responsabilisé est est nommé capitaine de l'Albiceleste lors de quatre matchs amicaux.

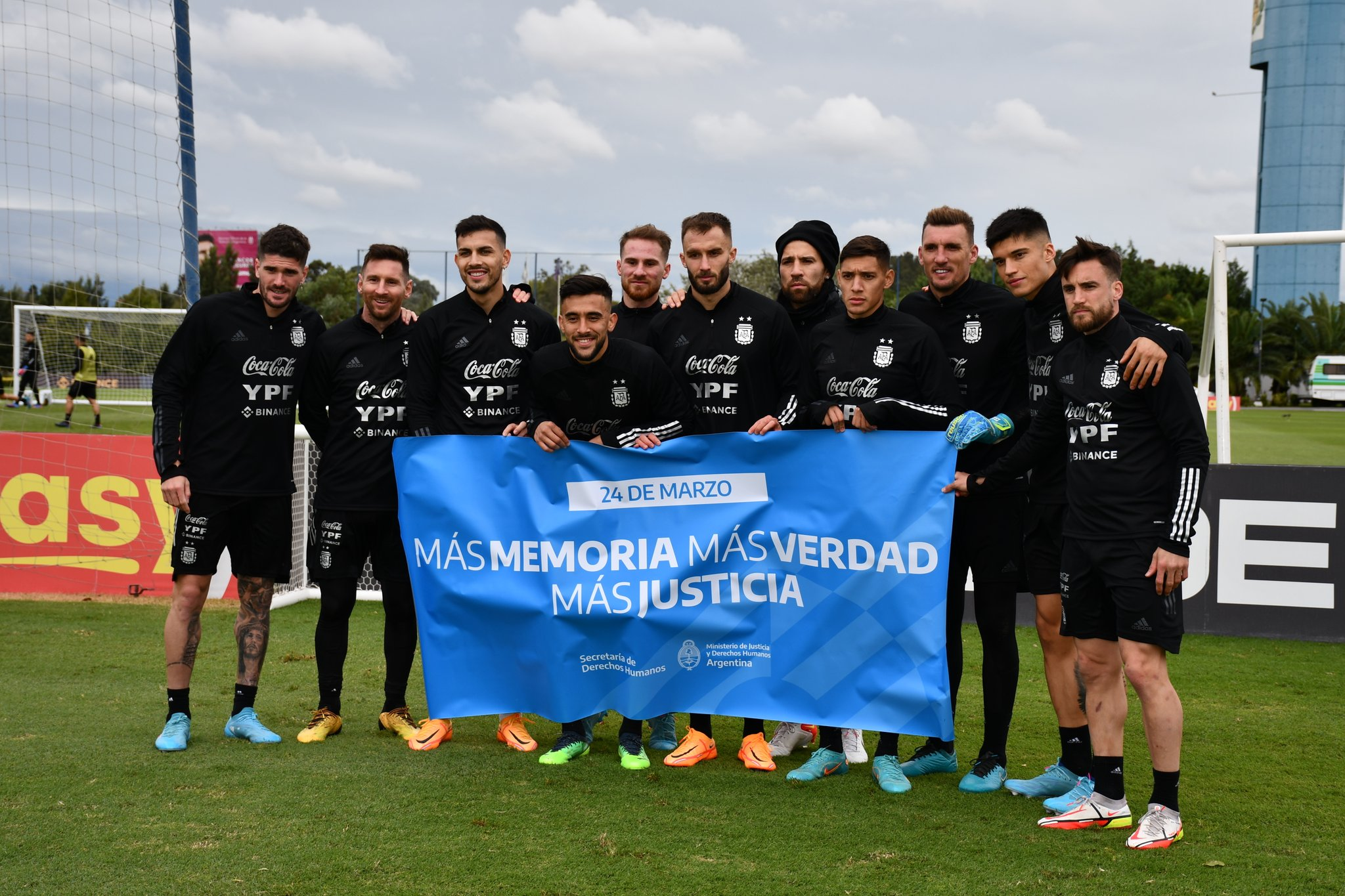
Nicolás Tagliafico (à droite) à l'entraînement avec l'Argentine en 2022

Il débute tous les matchs de la Copa América 2019 que l'Albiceleste termine à la 3e place.
ll fait partie de la liste des 28 joueurs retenus par Lionel Scaloni, le sélectionneur de L'Albiceleste, pour participer à la Copa América 2021. Le 11 Juillet 2021, il remporte la Copa America face au Brésil au Maracanã, le premier trophée depuis la Copa America 1993.
Le 11 novembre 2022, il est sélectionné par Lionel Scaloni pour participer à la Coupe du monde 2022. En début de compétition le poste de latéral gauche est occupé en alternance par Tagliafico et Acuña, cependant il redevient le titulaire indiscutable au poste et dispute l'intégralité de la demi-finale et de la finale. L'Argentine remporte la compétition et accroche une troisième étoile sur son maillot.
Le 12 septembre 2023, il marque son premier but avec l'équipe nationale contre la Bolivie lors d'un match de qualification à la Coupe du monde 2026.
En mai 2024, il figure sur une liste élargie de 29 joueurs convoqués par Lionel Scaloni en vue de la Copa América 2024 puis il fait partie de la liste définitive de 26 joueurs publiée le 15 juin,.

## Caractéristiques
Nicolás Tagliafico joue préférentiellement au poste d'arrière gauche même si sa polyvalence lui permet d'être défenseur central dans un système à trois défenseurs ou milieu gauche. Sa « petite taille » (1,72 m (5′ 8″)) ne l'empêche pas d'être à l'aise dans les duels. Il n'est pas un latéral porté particulièrement sur l'offensive.

## Statistiques

### En club
| Saison                | Club                  | Championnat           | Championnat | Championnat | Coupe(s) nationale(s) | Coupe(s) nationale(s) | Supercoupe | Supercoupe | Compétition(s) continentale(s) | Compétition(s) continentale(s) | Compétition(s) continentale(s) | Total | Total |
| Saison                | Club                  | Division              | M.          | B.          | M.                    | B.                    | M.         | B.         | Comp.                          | M.                             | B.                             | M.    | B.    |
| 2010-2011             | CA Banfield           | Primera Division      | 9           | 0           | -                     | -                     | -          | -          | -                              | -                              | -                              | 9     | 0     |
| 2011-2012             | CA Banfield           | Primera Division      | 33          | 1           | -                     | -                     | -          | -          | -                              | -                              | -                              | 33    | 1     |
| 2012-2013             | CA Banfield           | Primera B Nacional    | 34          | 0           | 2                     | 1                     | -          | -          | -                              | -                              | -                              | 36    | 1     |
| 2014                  | CA Banfield           | Primera Division      | 14          | 1           | -                     | -                     | -          | -          | -                              | -                              | -                              | 14    | 1     |
| Sous-total            | Sous-total            | Sous-total            | 90          | 2           | 2                     | 1                     | -          | -          | -                              | -                              | -                              | 92    | 3     |
| 2012-2013             | Real Murcia (prêt)    | Segunda División      | 27          | 0           | 1                     | 0                     | -          | -          | -                              | -                              | -                              | 28    | 0     |
| Sous-total            | Sous-total            | Sous-total            | 27          | 0           | 1                     | 0                     | -          | -          | -                              | -                              | -                              | 28    | 0     |
| 2015                  | CA Independiente      | Primera Division      | 31          | 1           | 2                     | 0                     | -          | -          | CS                             | 6                              | 0                              | 39    | 1     |
| 2016                  | CA Independiente      | Primera Division      | 16          | 1           | 2                     | 0                     | -          | -          | CS                             | 4                              | 0                              | 22    | 1     |
| 2016-2017             | CA Independiente      | Primera Division      | 29          | 0           | 1                     | 0                     | -          | -          | CS                             | 11                             | 0                              | 41    | 0     |
| 2017-2018             | CA Independiente      | Primera Division      | 9           | 0           | -                     | -                     | -          | -          | -                              | -                              | -                              | 9     | 0     |
| Sous-total            | Sous-total            | Sous-total            | 85          | 2           | 5                     | 0                     | -          | -          | -                              | 21                             | 0                              | 111   | 2     |
| 2017-2018             | Ajax Amsterdam        | Eredivisie            | 15          | 1           | -                     | -                     | -          | -          | -                              | -                              | -                              | 15    | 1     |
| 2018-2019             | Ajax Amsterdam        | Eredivisie            | 29          | 2           | 2                     | 1                     | -          | -          | C1                             | 15                             | 3                              | 46    | 6     |
| 2019-2020             | Ajax Amsterdam        | Eredivisie            | 24          | 3           | 3                     | 0                     | -          | -          | C1+C3                          | 10+1                           | 2+0                            | 38    | 5     |
| 2020-2021             | Ajax Amsterdam        | Eredivisie            | 25          | 0           | 4                     | 0                     | -          | -          | C1+C3                          | 6+5                            | 0+0                            | 40    | 0     |
| 2021-2022             | Ajax Amsterdam        | Eredivisie            | 22          | 2           | 4                     | 1                     | 1          | 0          | C1                             | 3                              | 0                              | 30    | 3     |
| Sous-total            | Sous-total            | Sous-total            | 115         | 9           | 13                    | 2                     | 1          | 0          | -                              | 40                             | 5                              | 169   | 16    |
| 2022-2023             | Olympique lyonnais    | Ligue 1               | 34          | 1           | 4                     | 0                     | -          | -          | -                              | -                              | -                              | 38    | 1     |
| 2023-2024             | Olympique lyonnais    | Ligue 1               | 25          | 3           | 6                     | 0                     | -          | -          | -                              | -                              | -                              | 31    | 3     |
| 2024-2025             | Olympique lyonnais    | Ligue 1               | 24          | 3           | -                     | -                     | -          | -          | C3                             | 9                              | 2                              | 33    | 5     |
| 2025-2026             | Olympique lyonnais    | Ligue 1               | -           | -           | -                     | -                     | -          | -          | -                              | -                              | -                              | 0     | 0     |
| Sous-total            | Sous-total            | Sous-total            | 83          | 7           | 10                    | 0                     | -          | -          | -                              | 9                              | 2                              | 102   | 9     |
| Total sur la carrière | Total sur la carrière | Total sur la carrière | 400         | 18          | 31                    | 3                     | 1          | 0          | -                              | 70                             | 7                              | 502   | 28    |

### En sélection nationale
| Saison                | Sélection             | Phases finales        | Phases finales | Phases finales | Phases finales | Éliminatoires CDM | Éliminatoires CDM | Éliminatoires CDM | Matchs amicaux | Matchs amicaux | Matchs amicaux | Total | Total | Total |
| Saison                | Sélection             | Compétition           | M              | B              | Pd             | M                 | B                 | Pd                | M              | B              | Pd             | M     | B     | Pd    |
| --------------------- | --------------------- | --------------------- | -------------- | -------------- | -------------- | ----------------- | ----------------- | ----------------- | -------------- | -------------- | -------------- | ----- | ----- | ----- |
| 2016-2017             | Argentine             | -                     | -              | -              | -              | -                 | -                 | -                 | 1              | 0              | 0              | 1     | 0     | 0     |
| 2017-2018             | Argentine             | Coupe du monde 2018   | 4              | 0              | 0              | -                 | -                 | -                 | 3              | 0              | 0              | 7     | 0     | 0     |
| 2018-2019             | Argentine             | Copa América 2019     | 6              | 0              | 0              | -                 | -                 | -                 | 6              | 0              | 0              | 12    | 0     | 0     |
| 2019-2020             | Argentine             | -                     | -              | -              | -              | -                 | -                 | -                 | 5              | 0              | 0              | 5     | 0     | 0     |
| 2020-2021             | Argentine             | Copa América 2021     | 5              | 0              | 0              | 4                 | 0                 | 0                 | -              | -              | -              | 9     | 0     | 0     |
| 2021-2022             | Argentine             | Finalissima 2022      | 1              | 0              | 0              | 5                 | 0                 | 0                 | -              | -              | -              | 6     | 0     | 0     |
| 2022-2023             | Argentine             | Coupe du monde 2022   | 6              | 0              | 0              | -                 | -                 | -                 | 3              | 0              | 0              | 9     | 0     | 0     |
| 2023-2024             | Argentine             | Copa América 2024     | 6              | 0              | 0              | 6                 | 1                 | 0                 | 2              | 0              | 0              | 14    | 1     | 0     |
| 2024-2025             | Argentine             | -                     | -              | -              | -              | 7                 | 0                 | 1                 | -              | -              | -              | 7     | 0     | 1     |
| Total sur la carrière | Total sur la carrière | Total sur la carrière | 28             | 0              | 0              | 22                | 1                 | 1                 | 20             | 0              | 0              | 70    | 1     | 1     |

### Buts internationaux
| 0 | Date              | Lieu                                    | Adversaire | Score | Résultat | Compétition  |
| - | ----------------- | --------------------------------------- | ---------- | ----- | -------- | ------------ |
| 1 | 12 septembre 2023 | Estadio Hernando Siles, La Paz, Bolivie | Bolivie    | 0-2   | 0-3      | Match amical |

## Palmarès

### En club
| CA Banfield (1)                                         | CA Independiente (1)                         | Ajax Amsterdam (5) | Olympique Lyonnais                     |
| ------------------------------------------------------- | -------------------------------------------- | --- | -------------------------------------- |
| - Championnat d'Argentine de D2 (1) : - Champion : 2014 | - Copa Sudamericana (1) : - Vainqueur : 2017 | - Championnat des Pays-Bas (3) : - Champion : 2019, 2021 et 2022 - Vice-champion : 2018 - Coupe des Pays-Bas (2) : - Vainqueur : 2019 et 2021 - Supercoupe des Pays-Bas (0) : - Finaliste : 2021 | - Coupe de France : - Finaliste : 2024 |

### En équipe nationale
| Argentine |
| --- |
| - Coupe du monde (1) : - Vainqueur : 2022 - Copa América (2) : - Vainqueur : 2021 et 2024 - Troisième : 2019 - Finalissima (1) : - Vainqueur : 2022 |